# 5e étape du Tour d'Espagne 2015
La 5e étape du Tour d'Espagne 2015 s'est déroulée le mercredi 26 août 2015, entre Rota et Alcalá de Guadaira, sur une distance de 182 km. Le coureur australien Caleb Ewan, de l'équipe Orica-GreenEDGE l'a remportée au sprint, devant John Degenkolb et Peter Sagan. Tom Dumoulin s'empare du maillot rouge.

## Résultats

### Classement de l'étape
| Classement de l'étape | Classement de l'étape | Classement de l'étape | Classement de l'étape | Classement de l'étape |
|                       | Coureur               | Pays                  | Équipe                | Temps                 |
| --------------------- | --------------------- | --------------------- | --------------------- | --------------------- |
| 1er                   | Caleb Ewan            | Australie             | Orica-GreenEDGE       | en 3 h 57 min 28 s    |
| 2e                    | John Degenkolb        | Allemagne             | Giant-Alpecin         | m.t                   |
| 3e                    | Peter Sagan           | Slovaquie             | Tinkoff-Saxo          | m.t                   |
| 4e                    | Jempy Drucker         | Luxembourg            | BMC Racing            | m.t                   |
| 5e                    | José Joaquín Rojas    | Espagne               | Movistar              | + 2 s                 |
| 6e                    | Kristian Sbaragli     | Italie                | MTN-Qhubeka           | + 2 s                 |
| 7e                    | Domenico Pozzovivo    | Italie                | AG2R La Mondiale      | + 2 s                 |
| 8e                    | Daniel Moreno         | Espagne               | Katusha               | + 2 s                 |
| 9e                    | Tosh Van der Sande    | Belgique              | Lotto-Soudal          | + 2 s                 |
| 10e                   | Nikolas Maes          | Belgique              | Etixx-Quick Step      | + 2 s                 |
| modifier              |                       |                       |                       |                       |

### Classements à l'issue de l'étape

#### Classement général
| Classement général | Classement général | Classement général | Classement général | Classement général |
|                    | Coureur            | Pays               | Équipe             | Temps              |
| ------------------ | ------------------ | ------------------ | ------------------ | ------------------ |
| 1er                | Tom Dumoulin       | Pays-Bas           | Giant-Alpecin      | en 17 h 9 min 6 s  |
| 2e                 | Esteban Chaves     | Colombie           | Orica-GreenEDGE    | + 1 s              |
| 3e                 | Nicolas Roche      | Irlande            | Sky                | + 16 s             |
| 4e                 | Daniel Martin      | Irlande            | Cannondale-Garmin  | + 25 s             |
| 5e                 | Alejandro Valverde | Espagne            | Movistar           | + 29 s             |
| 6e                 | Daniel Moreno      | Espagne            | Katusha            | + 31 s             |
| 7e                 | Christopher Froome | Royaume-Uni        | Sky                | + 35 s             |
| 8e                 | Joaquim Rodríguez  | Espagne            | Katusha            | + 36 s             |
| 9e                 | Nairo Quintana     | Colombie           | Movistar           | + 37 s             |
| 10e                | Fabio Aru          | Italie             | Sky                | + 48 s             |
| modifier           |                    |                    |                    |                    |

#### Classement par points
| Classement par points | Classement par points | Classement par points | Classement par points | Classement par points |
| --------------------- | --------------------- | --------------------- | --------------------- | --------------------- |
|                       | Coureur               | Pays                  | Équipe                | Point(s)              |
| 1er                   | Peter Sagan           | Slovaquie             | Tinkoff-Saxo          | 61 points             |
| 2e                    | John Degenkolb        | Allemagne             | Giant-Alpecin         | 36 pts                |
| 3e                    | Alejandro Valverde    | Espagne               | Movistar              | 35 pts                |
| 4e                    | Esteban Chaves        | Colombie              | Orica-GreenEDGE       | 31 pts                |
| 5e                    | Daniel Moreno         | Espagne               | Katusha               | 31 pts                |
| modifier              |                       |                       |                       |                       |

#### Classement du meilleur grimpeur
| Classement du meilleur grimpeur | Classement du meilleur grimpeur | Classement du meilleur grimpeur | Classement du meilleur grimpeur | Classement du meilleur grimpeur |
| ------------------------------- | ------------------------------- | ------------------------------- | ------------------------------- | ------------------------------- |
|                                 | Coureur                         | Pays                            | Équipe                          | Point(s)                        |
| 1er                             | Omar Fraile                     | Espagne                         | Caja Rural-Seguros RGA          | 13 points                       |
| 2e                              | Walter Pedraza                  | Colombie                        | Colombia                        | 7 pts                           |
| 3e                              | Natnael Berhane                 | Érythrée                        | MTN-Qhubeka                     | 7 pts                           |
| 4e                              | Sylvain Chavanel                | France                          | IAM                             | 4 pts                           |
| 5e                              | Esteban Chaves                  | Colombie                        | Orica-GreenEDGE                 | 3 pts                           |
| modifier                        |                                 |                                 |                                 |                                 |